# بيل شيلتون (لاعب كرة قدم أسترالية)
بيل شيلتون (بالإنجليزية: Bill Shelton)‏ هو لاعب كرة قدم أسترالية أسترالي، ولد في 13 يوليو 1936 في Avenel, Victoria ‏ في أستراليا.

## وصلات خارجية
- بيل شيلتون على موقع AustralianFootball.com (الإنجليزية)
- بيل شيلتون على موقع AFLtables.com (الإنجليزية)